# Didelotia morelii
Didelotia morelii är en ärtväxtart som beskrevs av Aubrev. Didelotia morelii ingår i släktet Didelotia och familjen ärtväxter. Inga underarter finns listade i Catalogue of Life.